# 麥克道威堡 (亞利桑那州)
麥克道威堡（英語：Fort McDowell）是位於美國亞利桑那州馬里科帕縣的一個非建制地區。該地的面積和人口皆未知。

## 地理
麥克道威堡的座標為33°38′12″N 111°40′28″W / 33.63667°N 111.67444°W，而該地的平均海拔高度為439米（即1440英尺）。